# Росица Ангелова-Георгиева
Росица Александрова Ангелова-Георгиева е български етнограф и славянски филолог, старши научен сътрудник в Българска академия на науките.

## Биография
Родена е на 12 февруари 1917 г. в Църквино. През 1939 г. завършва славянска филология в Софийския университет. От 1945 до 1949 г. е асистент и уредник в Етнографския музей в София. От 1950 г. е научен сътрудник, а от 1965 г. – старши научен сътрудник в Етнографския институт и музей при Българска академия на науките. Умира през 1990 г. в София.

## Научни публикации
Росица Ангелова-Георгиева е автор на редица научни публикации, свързани с етнографията на България:
- „Село Радуил, Самоковско. Народопис и говор“ (1958)
- „Игра по огън – нестинарството“ (1955)
- „За народната свобода. Априлското въстание и българската народна поезия“ (1961)
- „Бит и фолклор. Същност и специфика на фолклора“ (1972)